# Mroczni i źli
Mroczni i źli (ang. Grim & Evil) – amerykański serial animowany, który był emitowany w Cartoon Network. Swoją światową premierę miał na CN 24 sierpnia 2001, a w Polsce 5 października 2002 roku. W jego skład wchodziły dziś dwa odrębne seriale animowane: Zło w potrawce (odc. 1–4, 5bc i 6bc – pierwsza seria) oraz Mroczne przygody Billy’ego i Mandy (odc. 1–8 – pierwsza seria). Jego twórcą jest Maxwell Atoms, który w późniejszym czasie rozdzielił ten serial na dwa wyżej wymienione.